# Горы Харит
Горы Харит (лат. Charitum Montes) — горная цепь на Марсе, окаймляющая с юга равнину Аргир. Координаты центра — 58°24′ ю. ш. 40°18′ з. д. / 58,4° ю. ш. 40,3° з. д., длина — 930 км.
Эти горы унаследовали название от детали альбедо Мыс Харит (Charitum Promontorium) — светлого выступа Аргира с юго-западной стороны. Этот мыс, в свою очередь, был назван Джованни Скиапарелли в честь харит — трёх древнегреческих богинь радости и веселья. Название Charitum Montes было утверждено Международным астрономическим союзом в 1973 году.
Горы Харит находятся южнее гор Нереид, окаймляющих противоположный край равнины Аргир. На восточном конце граничат с 224-километровым «кратером-смайликом» Галле и 64-километровым кратером Камлупс. Пересечены несколькими сухими речными долинами, идущими с юга и впадающими в равнину: Surius Vallis, Dzigai Vallis и Pallacopas Vallis, соединяющейся с Nia Vallis.

## Овраги
На некоторых широтах Марса нередко встречаются овраги. Как правило, они находятся на крутых склонах — стенках кратеров или других впадин, но встречаются и в горах Харит.
Учёные считают, что овраги на горах Харит являются относительно молодыми, так как на них редко наблюдаются кратеры и они лежат поверх песчаных дюн — молодых деталей рельефа.